# 祁红乡
祁红乡，是中华人民共和国安徽省黄山市祁门县下辖的一个乡镇级行政单位。

## 行政区划
祁红乡下辖以下地区：
驰名村、汉口村、塘坑头村、阊头村、榨里村、老胡村和永胜村。

## 名胜古迹
祁红乡拥有1处黄山市文物保护单位：舍会山皖赣特委会会址（民国，祁门县祁红乡舍会山）